# Kostel Panny Marie (Pirna)
Kostel Panny Marie (německy Stadtkirche St. Marien Pirna) je evangelicko-luterský městský kostel v Pirně, který patří k významným sakrálním památkám Saského Švýcarska. Je centrem evangelického života v Pirně a konají se v něm různé koncerty především díky jeho skvělé akustice.

## Historie
Pirna patřila v pozdním středověku, především díky živému obchodování a získanému právu nuceného skladu v roce 1256, k nejbohatším městům Míšeňského markrabství.
Raně gotický městský kostel stojí na místě původně románské baziliky, protože ta brzy větším nárokům na prostor a reprezentativním potřebám občanů nestačila, a tak se rozhodlo o přestavbě. První změnou byla výstavba velkolepé věže, která probíhala od roku 1466 do roku 1479. Její výška po nahrazení gotické věžní báně barokní helmovou střechou ještě dnes dosahuje asi 60 metrů. V roce 1502 začala výstavba vnějších zdí nového kostela.
Návrh prostorného, trojlodního kostela pocházel od stavitele Petra Ulricha, zvaného Petr z Pirny. Po jeho smrti na díle pracovali další stavitelé, tak vznikla například z dílny Jörga von Maulbronna, pod vedením pirnského stavitele Wolfa Blechsmidta, detailně zpracovaná síťová, hvězdicová a kroužená klenba. V roce 1539, kdy byly v Sasku zavedeny reformy, se stavba zvenku dokončila. Do roku 1546 byla práce uvnitř kostela vymalováním kleneb dokončena a první evangelický superintendentem Pirny byl posvěcen Antoniusem Lauterbachem. Lauterbach byl přítelem Martina Luthera a sám dal popud, aby tématem maleb v klenbách byly motivy ze Starého i Nového Zákona, které posílili luteránské učení.

## Popis stavby

### Exteriér
Stavba je lemovaná dvaceti jednoduchými opěrnými sloupy, mezi kterými jsou vysoká okna s lomeným obloukem. Okna jsou vitrážová a v každém je jiný motiv, nejčastěji se objevují kružby s plaménkovým motivem. Hlavní vchodové dveře jsou zdobeny rozetovým oknem a portálem s oslím hřbetem. Pruty portálu jsou ve vrcholech přetnuty.
Portál na jižní straně kostela má dva vchody ukončené sedlovým portálem, mezi nimiž je umístěn erb, obklopený dubovými větvičkami. Nad vchody je tympanon s výjevem Panny Marie, malého Ježíška a andělů, a to vše je lemované oslím hřbetem, který má ve vrcholech přetnuté pruty a je završen fiálou s lilií. Na rozích jsou sochy dvou svatých na konzolách, obklopené čtyřmi jeptiškami, ze kterých vychází fiály s kraby. Vše nakonec přechází do jediné fiály s kraby zakončené lilií. Na bočních stranách se vždy nachází jedno okno se dvěma jeptiškami a kružbou s plaménkovým motivem, vybíhající do fiály s lilií. Na hraně přiléhající k vlastnímu kostelu jsou umístěni chrliči ve tvaru lidí. Vše je zakončeno zábradlím s kružbami a plaménkovými motivy.

### Věž
Dominantou kostela je 60 metrů vysoká věž už se zdobným opěrným systémem. Do věže se vstupuje z interiéru a nebo točitým schodištěm ze severní strany exteriéru kostela.

### Interiér
Vnitřek halového kostela vykazuje délku 49 metrů a šířku 25 metrů a nabízí prostor o 2000 místech k sezení. V bočních lodích se nachází trojramenné tribuny. Dvanáct štíhlých, lehkých osmihranných osově souměrných volných pilířů, na kterých leží klenba, nekazí jednotný dojem prostoru, a proto je rozdělení na tři lodě, které jsou téměř stejné výšky, sotva znatelné. Hlavní loď má klenbu síťovou, vedlejší lodě pak hvězdicovou. V presbytáři je klenba kroužená. Žebra kleneb mají hruškovitý tvar, na zeď se napojují křížením a volně se napojují na pilíře. Poprsnice klenby jsou vyplněny malbami s biblickými motivy. Interiér kostela dotváří především kamenná galerie, zdůraznění chóru pomocí oken a oltářní deska orientovaná na východo-západ.

### Vybavení kostela
Jako příklad lze uvést pozdně gotickou reliéfně zdobenou pískovcovou kazatelnu z roku 1525, která je připisovaná Franzi Maidburgovi, dále kamennou křtitelnici se znázorněním 26 malých dětí po obvodu od Hanse Walthera II. z roku 1561 a velkolepý, 10 metrů vysoký a 5 metrů široký, pískovcový oltář zhotovený sochaři z Pirny Michaelem a Davidem Schwenkem v roce 1610. Tento velkolepý vícepodlažní oltář se počítá se svojí expresivní a filigránskou dispozicí k hlavním dílům německému pozdně renesančnímu umění. Kostelní varhany byly postaveny v roce 1842 Friedrichem Nikolausem Jahnem z Drážďan. Několikrát přestavované a doplňované mají dnes 56 registrů a přes 4 000 píšťal a jsou to největší varhany Saského Švýcarska. Se svojí vyváženou dispozicí a bohatým zvukem se využívají ke koncertům.

## Zajímavosti
V pravém závěru kostela se nachází kroužené žebro v prostoru, jehož závěr je stylizovaný do hlavy hada. V centrálním závěru se nachází žebra ve tvaru stromu po nichž se šplhají divá žena, divý muž a divé dítě, může se jednat o Adama a Evu. Tato žebra mají pouze ozdobnou funkci.
Pirna je považována za bránu do Saského Švýcarska a vybízí k putování historií. Je to velké okresní město na řece Labi, ležící v německé spolkové zemi Sasko, mezi Děčínem a Drážďany. Historické centrum města, které zůstalo skoro kompletně zachováno, má přibližně 38 000 obyvatel, řadu středních škol a památek. Se stavbami z období gotiky až do dnes je postupně restaurováno a získává zpátky svůj původní půvab, který inspiroval již malíře Bernarda Bellotta, zvaného Canaletto k tvorbě řady slavných vedut.

## Galerie

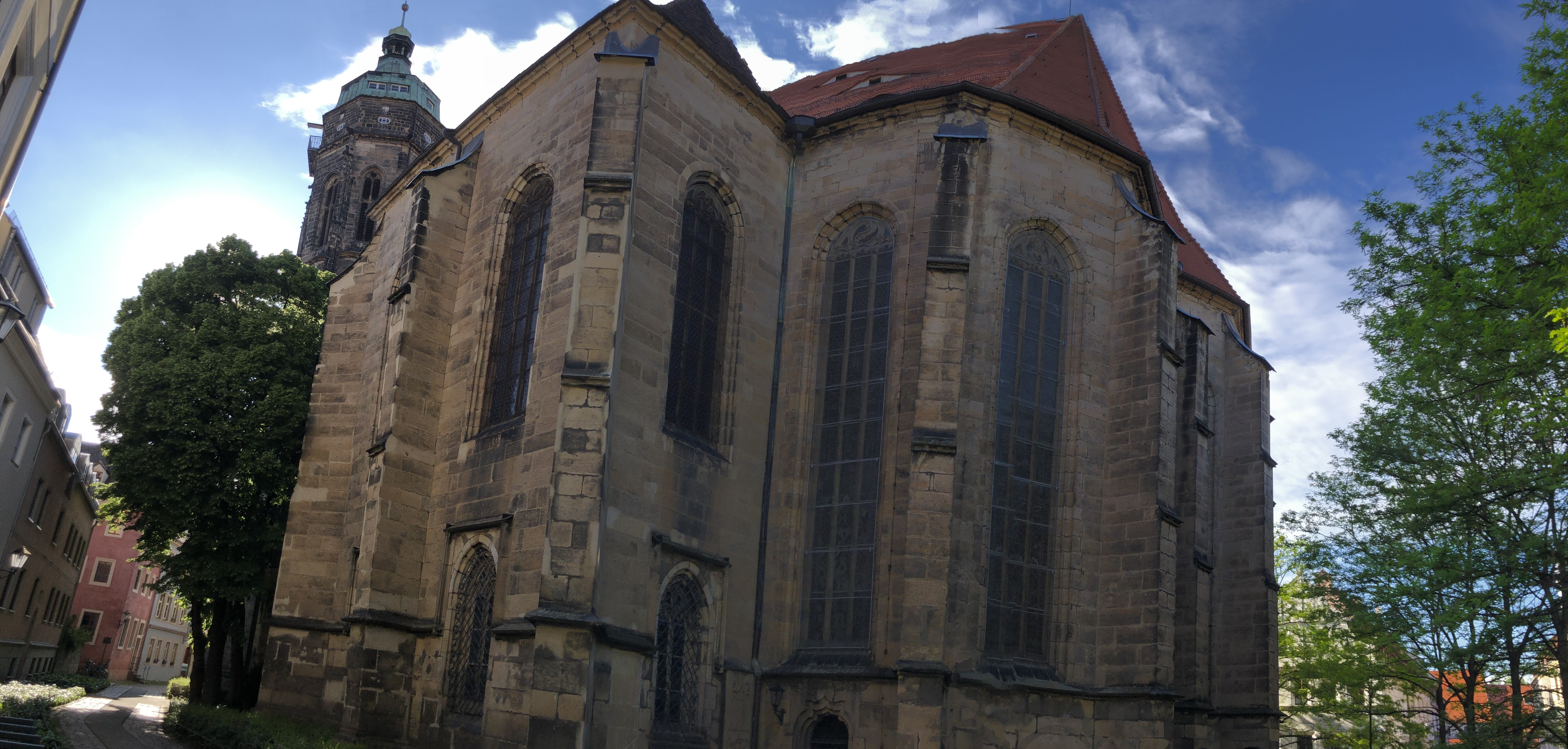
Vnější pohled na presbytář
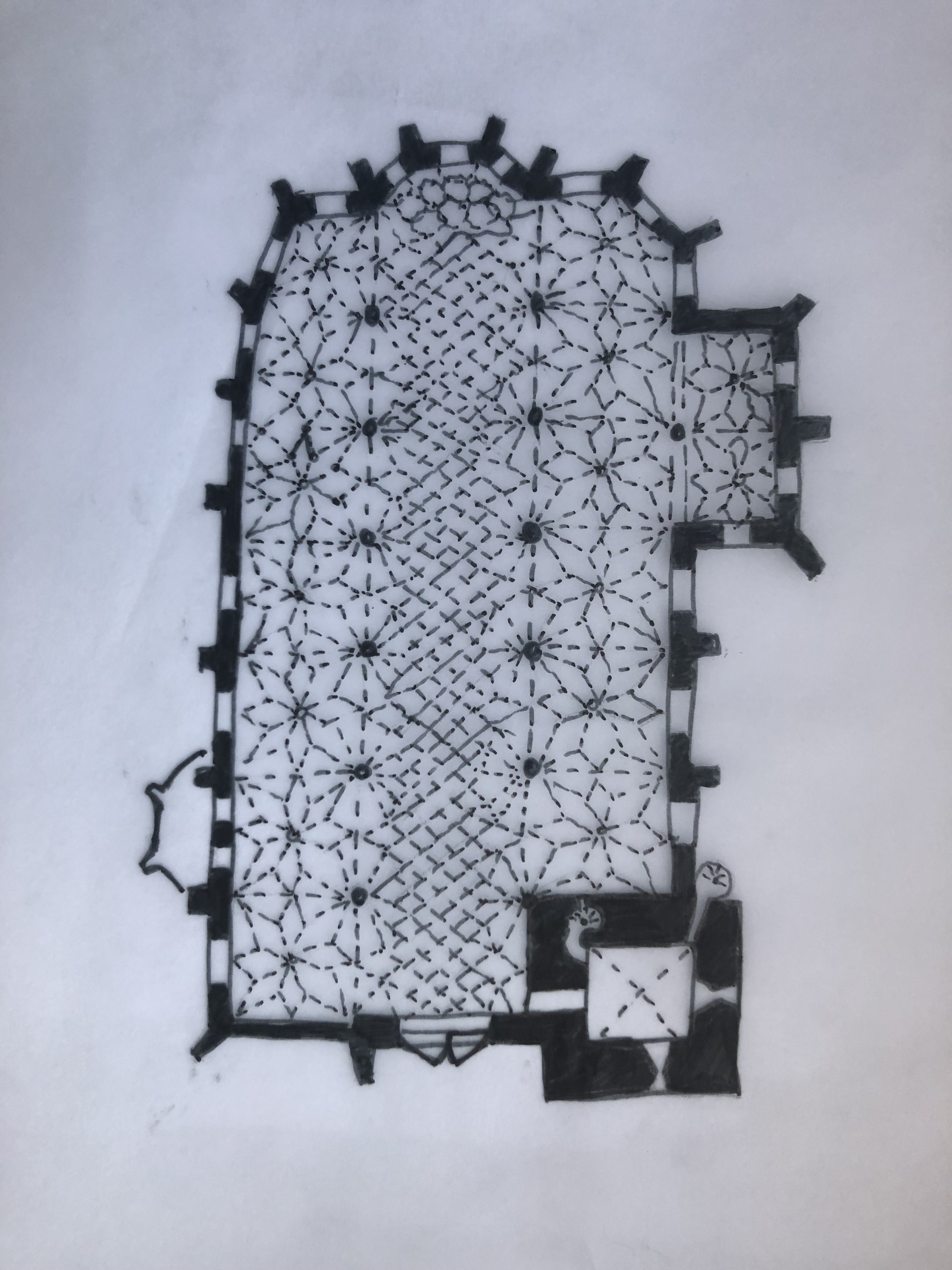
Půdorys kostela Panny Marie v Pirně
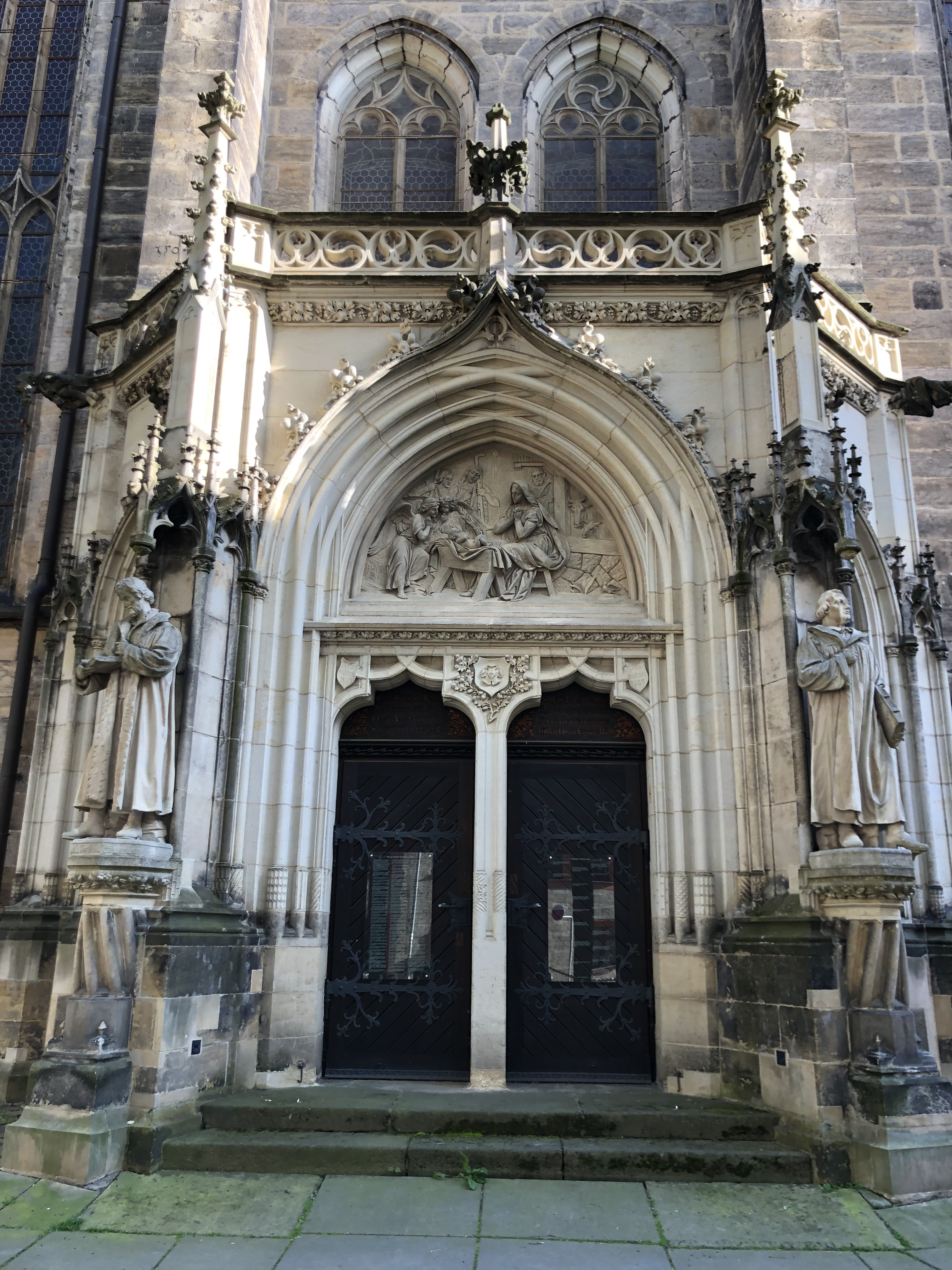
Portál na jižní straně kostela
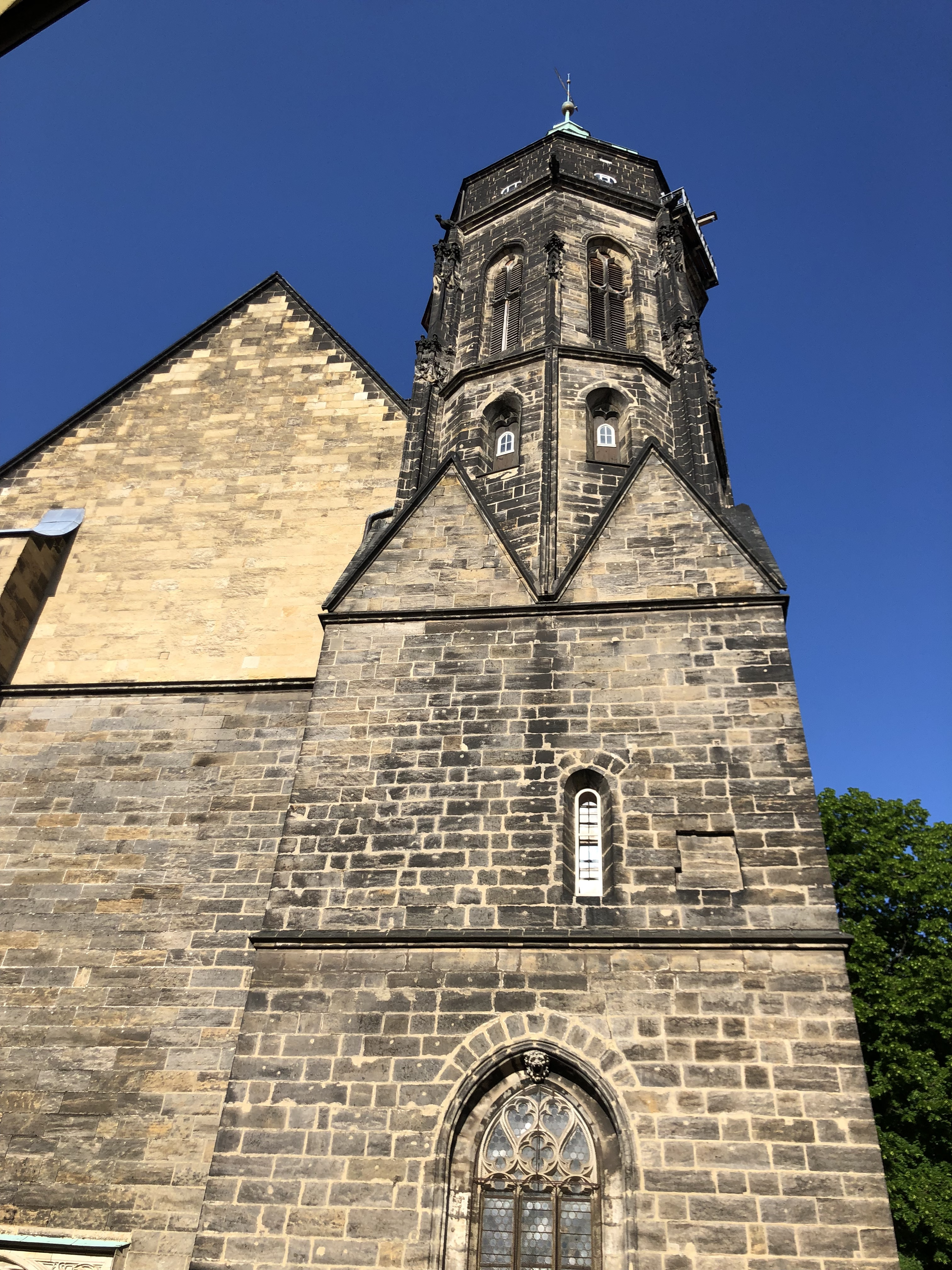
Věž vysoká 20 metrů
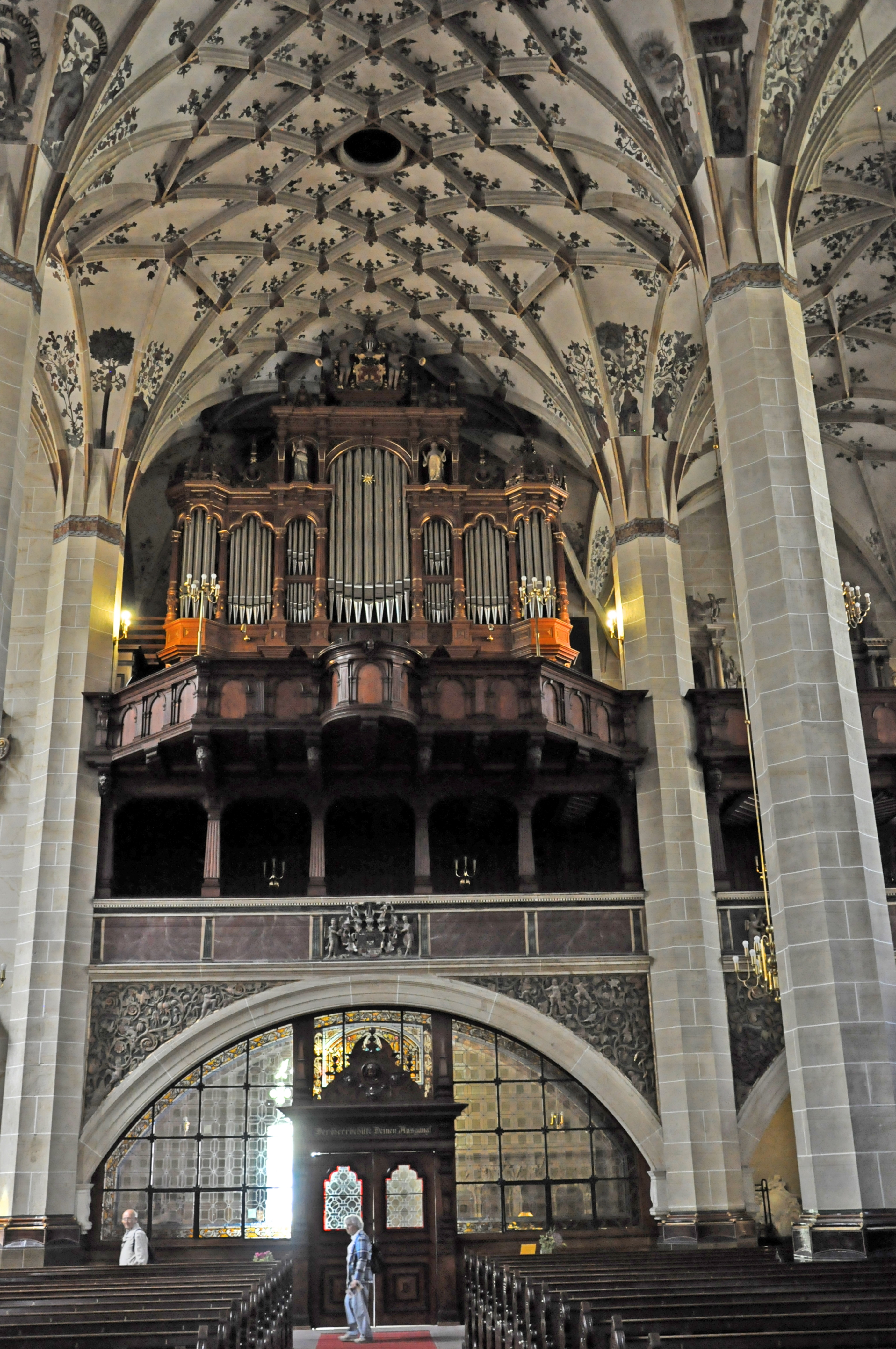
Osmihranné pilíře nesoucí síťovou klenbu, kostelní varhany